# واوا اینووا
واوا اینووا (A Vava Inouva) اولین آلبوم موفقیت‌آمیز توسط ایدیر (Idir)، خواننده الجزایری و به زبان قبایلی است. اولین ترانهٔ آلبوم به همین نام به شهرت جهانی رسید

## آهنگ: واوا اینووا
واوا اینووا یا در اصل بابا اینوبا (A Baba-inu Ba) عنوان اولین آهنگ آلبوم و به معنی «پدرم از نگاه من»، یک نمونهٔ بسیار خوب از موسیقی قبایلی است.
«پدرم از نگاه من» یک لالایی است که توسط ایدیر و بن محمد (با نام واقعی محمد بن هموچه) و برای اجرا توسط آن-نوآرا، خواننده رادیو الجزیره ساخته شد. وقتی نوارا خواندن آن را نپذیرفت، ایدیر تصمیم گرفت این ترانه را خود و به همراهی خواننده ای به نام میلا اجرا کند. (نسخهی اصلی و اجرای ۲۰۱۸)
این لالایی خیلی زود به شهرت رسید به طوری که می‌توان گفت معروف‌ترین آهنگ به زبان قبایلی در سطح جهانی و همچنین یک موفقیت بزرگ تجاری است.
پس از آن نسخه‌های دیگری از این لالایی نیز خوانده شد که یک نمونهٔ آن نسخه ۱۹۹۹ به خوانندگی کارن ماتسون خوانندهٔ اسکاتلندی و به زبان گیلیک می‌باشد ،  و در آلبوم دیگری از ایدیر به نام Identités  منتشر شد.
«پدرم از نگاه من» همچنین به چندین زبان از جمله عربی، اسپانیایی، فرانسوی، یونانی و سایر زبانها ترجمه شده‌است. دیوید جیس و دومینیک مارگ یک نسخه فرانسوی از آن به نام "Ouvre-moi vite la porte" را منتشر کردند. همچنین کاتواس یک نسخه یونانی با عنوان "An ginotane" (به یونانی Αν γινότανε) منتشر کرد. ویدئو در یوتیوب

## لیست ترانه‌ها
1. واوا اینووا (پدرم از نگاه من)
2. ایسفره
3. Ssendu
4. آزجر
5. مقلی
6. زویت رویت
7. Cfiɣ
8. آزوو
9. تاگرالا
10. Tiɣri b ugrud
11. آقاوی
12. آریاک ننه
13. سدوچی
14. ایزومال
15. L'Mut
16. W 'Ibryn
17. Aɣrib

## پرسنل
- ایدیر - آواز، گیتار، کوبه ای
- عمر مگونی - گیتار، باس، آواز
- جرارد جفروی - فلوت
- آندره سیکرلی - طبل‌ها
- ژان موزی - مگس